# (1750) Eckert
Pour les articles homonymes, voir Eckert.
(1750) Eckert est un astéroïde de la ceinture principale aréocroiseur découvert le 15 juillet 1950 par l'astronome allemand Karl Wilhelm Reinmuth. Le lieu de découverte est Heidelberg (024). Sa désignation provisoire était 1950 NA1.